# Пастьоризация
Пастьоризацията е процес на загряване на продуктите при висока температура с цел да загинат патогенните организми, като бактерии, вируси, едноклетъчни микроорганизми, плесени и дрожди. Процесът е наречен на името на неговия откривател, френския учен Луи Пастьор. Първата пастьоризация е извършена от Пастьор и Клод Бернар на 20 април 1862 г.
Чрез неколкократна пастьоризация (тиндализация, предложена от Джон Тиндал) е възможно да се получи напълно стерилен продукт. Състои се в нагряване на течността (като правило, в течение на 1 час) от три до пет пъти с промеждутъци от 24 ч. За това време спорите на бактериите, оживели при 100 °С, се развиват, и излезлите от тях вегетативни клетки загиват при последващото нагряване. Използва се за стерилизация на хранителни продукти.

## Млечна пастьоризация
Пастьоризацията обикновено се свързва с млякото. Има два широко използвани метода за това: висока температура/кратко време, и много висока температура/много кратко време. Първият метод е по-често използван. При него млякото да се държи на 72 °C за поне 15 секунди. При втория, ултрапастьоризация (известна като UHT), температурата е 138 °C за поне 2 секунди.

## Обекти на пастьоризация
Продукти, които могат да бъдат пастьоризирани са:
- мляко,
- вино,
- бира,
- плодов сок,
- сайдер,
- пчелен мед,
- яйца,
- спиртни напитки,
- някои месни консерви като пастетите.